# ام‌اس آربریا
ام‌اس آربریا (به انگلیسی: MS Arberia) یک کشتی است که طول آن ۱۵۳٫۰۰ متر (۵۰۱٫۹۷ فوت) می‌باشد. این کشتی در سال ۱۹۷۵ ساخته شد.